# Robiniagalmug
De robiniagalmug (Obolodiplosis robiniae) is een muggensoort uit de familie van de galmuggen (Cecidomyiidae). De wetenschappelijke naam van de soort is voor het eerst geldig gepubliceerd in 1847 door Haldeman.